# Heathens
Heathens – utwór amerykańskiego muzycznego duetu Twenty One Pilots, wydany jako singel do filmu kinowego Legion Samobójców (2016) 16 czerwca 2016, przez Atlantic Records oraz Warner Bros. Został napisany przez Tylera Josepha.

## Kompozycja
Utwór napisany jest w tonacji e-moll. Trwa on 3 minuty i 15 sekund. Utrzymany jest w koncepcji rap rocka z elementami industrialu, rocka i muzyki dark wave. Rozpiętość wokali wynosi E4-G5. 

## Teledysk
21 czerwca 2016 roku, oficjalny klip w Reżyserii Andrew Donoho, został opublikowany na kanale Youtube Fueled By Ramen. Pokazuje Josepha spiewającego piosenkę w Belle Reve. Film ma ponad 1,8 miliard odsłon i ponad 14 mln polubień na YouTube z dnia 31 maja 2022 roku.

## Występy na żywo
Grupa zaprezentowała "Heathens" po raz pierwszy w koncercie na obrzeżach amfiteatru w pewnym zakładzie w Charlotte, Karolina Północna 28 czerwca 2016.

## Skład zespołu
- Tyler Joseph – wokal, piano, gitara basowa, syntezator, gitara, programowanie
- Josh Dun – perkusja, instrumenty perkusyjne

## Notowania
| Wykres (2016–2017)                        | Pozycja |
| ----------------------------------------- | ------- |
| Argentyna (Monitor Latino)                | 7       |
| Australia (ARIA)                          | 3       |
| Austria (Ö3 Austria Top 40)               | 4       |
| Białoruś (Unistar Radio Top 20)           | 5       |
| Belgia (Ultratop 50 Flanders)             | 10      |
| Belgia (Ultratop 50 Wallonia)             | 16      |
| Czechy (Rádio Top 100)                    | 1       |
| Dania (Tracklisten)                       | 11      |
| Finlandia (Suomen virallinen lista)       | 6       |
| Francja (SNEP)                            | 4       |
| Hiszpania (PROMUSICAE)                    | 28      |
| Holandia (Single Top 100)                 | 12      |
| Irlandia (IRMA)                           | 4       |
| Kanada (Canadian Hot 100)                 | 3       |
| Kolumbia (National-Report)                | 74      |
| Liban (Lebanese Top 20)                   | 9       |
| Niemcy (Official German Charts)           | 9       |
| Nowa Zelandia (Recorded Music NZ)         | 2       |
| Norwegia (VG-lista)                       | 4       |
| Polska (Polish Airplay Top 100)           | 8       |
| Portugalia (AFP)                          | 4       |
| Rosja (Tophit)                            | 12      |
| Słowacja (Rádio Top 100)                  | 37      |
| Stany Zjednoczone (Billboard Hot 100)     | 2       |
| Szkocja (Official Charts Company)         | 5       |
| Szwajcaria (Schweizer Hitparade)          | 3       |
| Szwecja (Sverigetopplistan)               | 6       |
| Węgry (Single Top 40)                     | 7       |
| Wielka Brytania (Official Charts Company) | 5       |
| Włochy (FIMI)                             | 11      |

## Certyfikaty
| Kraj                              | Certyfikat         | Sprzedaż  |
| --------------------------------- | ------------------ | --------- |
| Australia (ARIA)                  | 2x platynowa płyta | 140 000+  |
| Dania (IFPI Denmark)              | platynowa płyta    | 90 000+   |
| Kanada (Music Canada)             | 2x platynowa płyta | 160 000+  |
| Niemcy (BVMI)                     | platynowa płyta    | 400 000+  |
| Nowa Zelandia (Recorded Music NZ) | platynowa płyta    | 30 000+   |
| Polska (ZPAV)                     | 4x platynowa płyta | 200 000+  |
| Stany Zjednoczone (RIAA)          | 6x platynowa płyta | 2 123 000 |
| Wielka Brytania (BPI)             | platynowa płyta    | 600 000   |
| Włochy (FIMI)                     | 3x platynowa płyta | 150 000   |

## Historia wydania
| Region           | Data                 | Format                   |
| ---------------- | -------------------- | ------------------------ |
| Na całym świecie | 16 czerwca 2016 roku | Digital download, stream |
| USA              | 20 czerwca 2016 roku | Contemporary hit radio   |

## Wersja zTOPxMM
Utwór Heathens znalazł się też w nowej wersji na EP-ce TOPxMM, wydanej 20 grudnia 2016 roku, podczas której nagrywania duetowi Twenty One Pilots towarzyszyła grupa rockowa Mutemath. Ta wersja utworu otwiera także szóstą EP-kę duetu.

### Twórcy
Twenty One Pilots
- Tyler Joseph – wokale główne
- Josh Dun – perkusja

Mutemath
- Paul Meany – syntezatory, programowanie, chórki
- Darren King – syntezator, ksylofon
- Roy Mitchell-Cárdenas – kontrabas
- Todd Gummerman – syntezatory, programowanie, chórki